# Spätere Verbreitung der Lehre
| Tibetische Bezeichnung                   |
| ---------------------------------------- |
| Wylie-Transliteration: bstan pa phyi dar |
| Chinesische Bezeichnung                  |
| Vereinfacht: 后弘期                      |
| Pinyin:Houhongqi                         |

Spätere Verbreitung der Lehre (tib. bstan pa phyi dar) bezeichnet in der tibetischen Geschichte den Zeitraum der erneuten Missionierung Tibets zum Buddhismus, nachdem dieser unter Tsenpo (btsan po) Lang Darma (glang dar ma) im Niedergang begriffen war.
Folgende buddhistische Persönlichkeiten werden dem Zeitraum zugerechnet:
- Drei Weise aus Tibet (bod kyi mkhas pa mi gsum)[4] aus dem 9. Jahrhundert, drei nach Amdo entkommene tibetische Mönche
- Lume Tshülthrim Sherab (klu mes tshul khrims shes rab), ein Wiederbeleber des Buddhismus
- Rinchen Sangpo (rin chen bzang po; 958-1055), großer Übersetzer buddhistischer Schriften
- Drogmi Shakya Yeshe ('Brog mi Shakya Ye shes; 993-1074), tibetischer Übersetzer
- Khön Phupa Chökyi Gyelpo ('khon phu ba chos kyi rgyal po; 1069-1144); jüngerer Bruder von Machik Shama (Ma gcig Zha ma, 1062-1149), berühmter Meister des tantrischen Buddhismus